# لادندورف
لادندورف (به آلمانی: Ladendorf) یک منطقهٔ مسکونی در اتریش است که در ناحیه میستلباخ واقع شده‌است. لادندورف ۲٬۱۱۰ نفر جمعیت دارد.